# هیلاری اسکات (بازیگر پورنوگرافی)
هیلاری اسکات (انگلیسی: Hillary Scott؛ زاده ۳ فوریهٔ ۱۹۸۳) بازیگر پورنوگرافی اهل ایالات متحده آمریکا است.
اسکات قبل از شروع به کار به عنوان بازیگر، به مدت دو سال و نیم در بانک به کار مشغول بود.

## اوایل زندگی
هیلاری در ایلینوی متولد شد. سپس در اوت ۲۰۰۴ به لس آنجلس رفت تا پورنوگرافی را امتحان کند.او در این راه خیلی سختی کشید و سپس اولین فیلم خود را که با شرکت هارد ایکس بود با ۵ نفر ساخت.